# 江汉碘泡虫
江汉碘泡虫（学名：Myxobolus kianghanensis）为碘泡科碘泡虫属的动物。在中国，分布于湖北等，营寄生生活，寄生在麦穗鱼的肾。